# Angaracrisoides nigripennis
Angaracrisoides nigripennis is een rechtvleugelig insect uit de familie veldsprinkhanen (Acrididae). De wetenschappelijke naam van deze soort is voor het eerst geldig gepubliceerd in 2003 door Gong & Zheng.